# Austria en los Juegos Olímpicos de la Juventud 2010
Austria ganó 4 medallas en Singapur 2010.

## Medallero
| País    | Oro | Plata | Bronce |
| ------- | --- | ----- | ------ |
| Austria | 1   | 0     | 3      |

### Paricipantes austriacos
Austria presentó 16 atletas.